# Suzafon

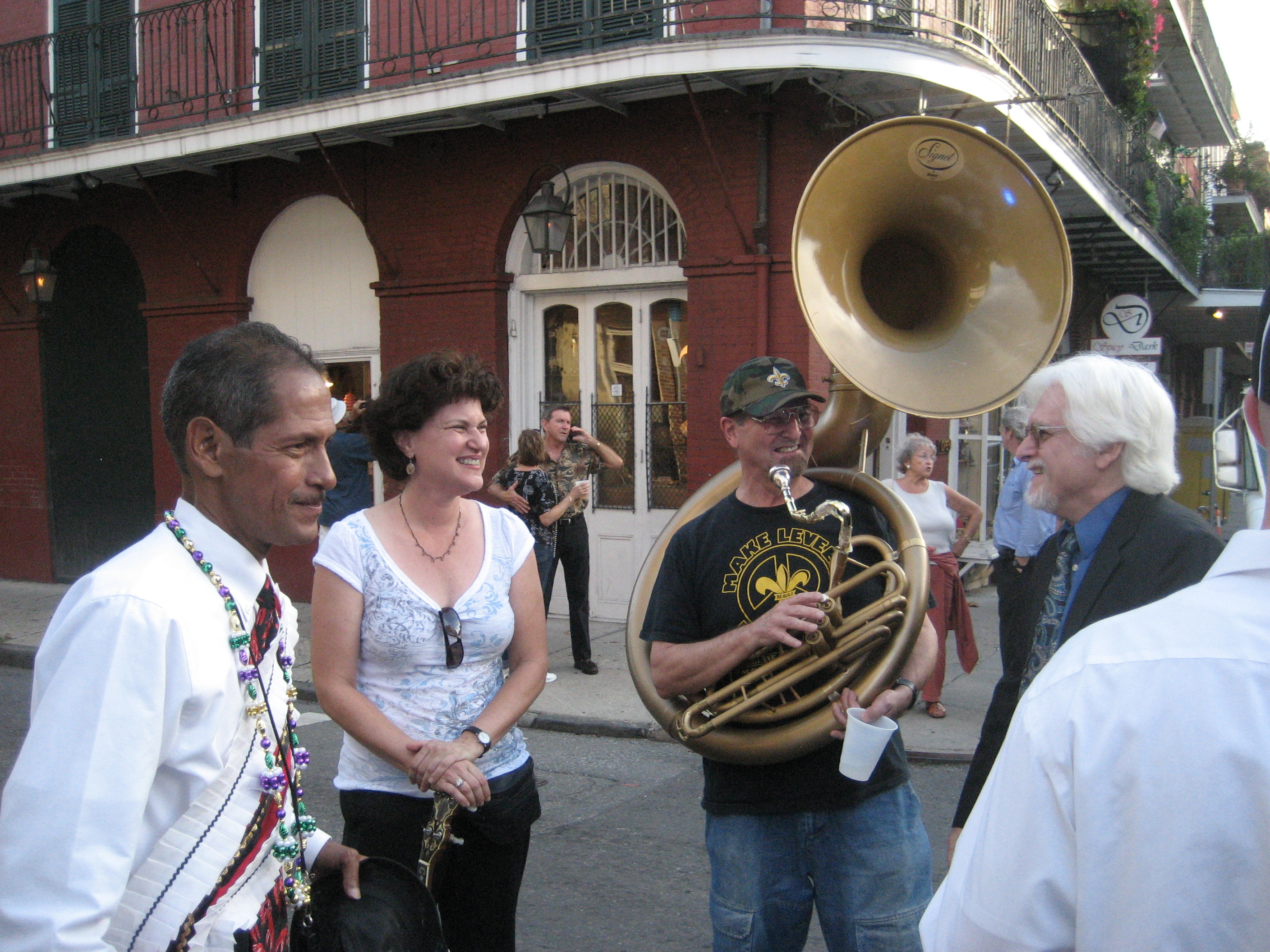
Hráč na suzafon v New Orleans

Suzafon je hluboko znějící žesťový nástroj, rozsahem shodný s tubou. Byl vytvořen v 19. století pro amerického kapelníka Johna Phillipa Sousu a po něm je také pojmenován (angl. sousaphone).
Má nezvykle široký, dopředu obrácený ozvučník (může dosahovat průměru přes 50 cm), který bývá pro snížení hmotnosti nástroje někdy vyroben z laminátu a trubice (vrtání bývá nad 11 mm) je stočená kolem hudebníkova trupu. Nejčastěji se suzafon používá v Americe, např. v různých pochodových či dixielandových kapelách.

## Příbuzné nástroje
- Tuba
- Heligon